# Castello di Manfredonia
Il castello di Manfredonia è una struttura militare edificata, ampliata e ridefinita nelle epoche di dominazione  sveva, angioina e aragonese, situata nel centro di Manfredonia.
Dal dicembre 2014 il Ministero per i beni e le attività culturali lo gestisce tramite la Direzione regionale Musei.

## Storia
I primi documenti che parlano del castello si attestano all'aprile del 1279, in cui si fa riferimento al reclutamento di manodopera al fine di far iniziare i lavori di costruzione. Tuttavia è possibile che Carlo I avesse fatto costruire il castello sfruttando strutture già presenti inglobandole nel progetto: si pensa che originariamente la struttura consistesse esclusivamente di locali chiusi da muraglie munite di porte di comunicazione con l'esterno.
Il castello non è il frutto di un progetto unitario, ma si è sviluppato a partire dall'originario progetto di Pietro d’Angicourt e fino alla sua configurazione attuale attraverso una serie di trasformazioni, ampliamenti e rifacimenti che si sono susseguiti in epoche diverse.
Le prime trasformazioni risalgono all'incirca al 1442, quando gli aragonesi, nell'ambito di un più vasto progetto di fortificazione delle zone costiere, dotarono il complesso di una cinta muraria che inglobava la struttura preesistente.
Nel secolo successivo venne realizzato un bastione a pianta pentagonale ad ovest del castello inglobando una delle torri circolari, che doveva proteggere la struttura in caso di attacco nemico proveniente dalla città. Questo è detto dell'Annunziata a causa di una formella marmorea sopra il corridoio esterno che rappresenta una scena dell'Annunciazione.
Nel 1620, tuttavia, il castello fu costretto a capitolare sotto l'attacco dei turchi, fatto che mise in evidenza la debolezza del castello: la mancanza di sufficiente artiglieria e la totale assenza di parapetti protettivi idonei a garantire l'incolumità dei difensori furono alcune delle cause di questa capitolazione.
Persa la sua funzione difensiva, nel XVIII secolo fu utilizzato come caserma e il torrione ad ovest venne usato come prigione.
Nel 1901 fu acquistato dal comune di Manfredonia che lo donò con il D.P.R. n. 952 del 21 giugno 1968 allo Stato con l'impegno da parte di quest'ultimo di costruirvi all'interno un museo archeologico.
Ospita il Museo archeologico nazionale di Manfredonia.

## Descrizione

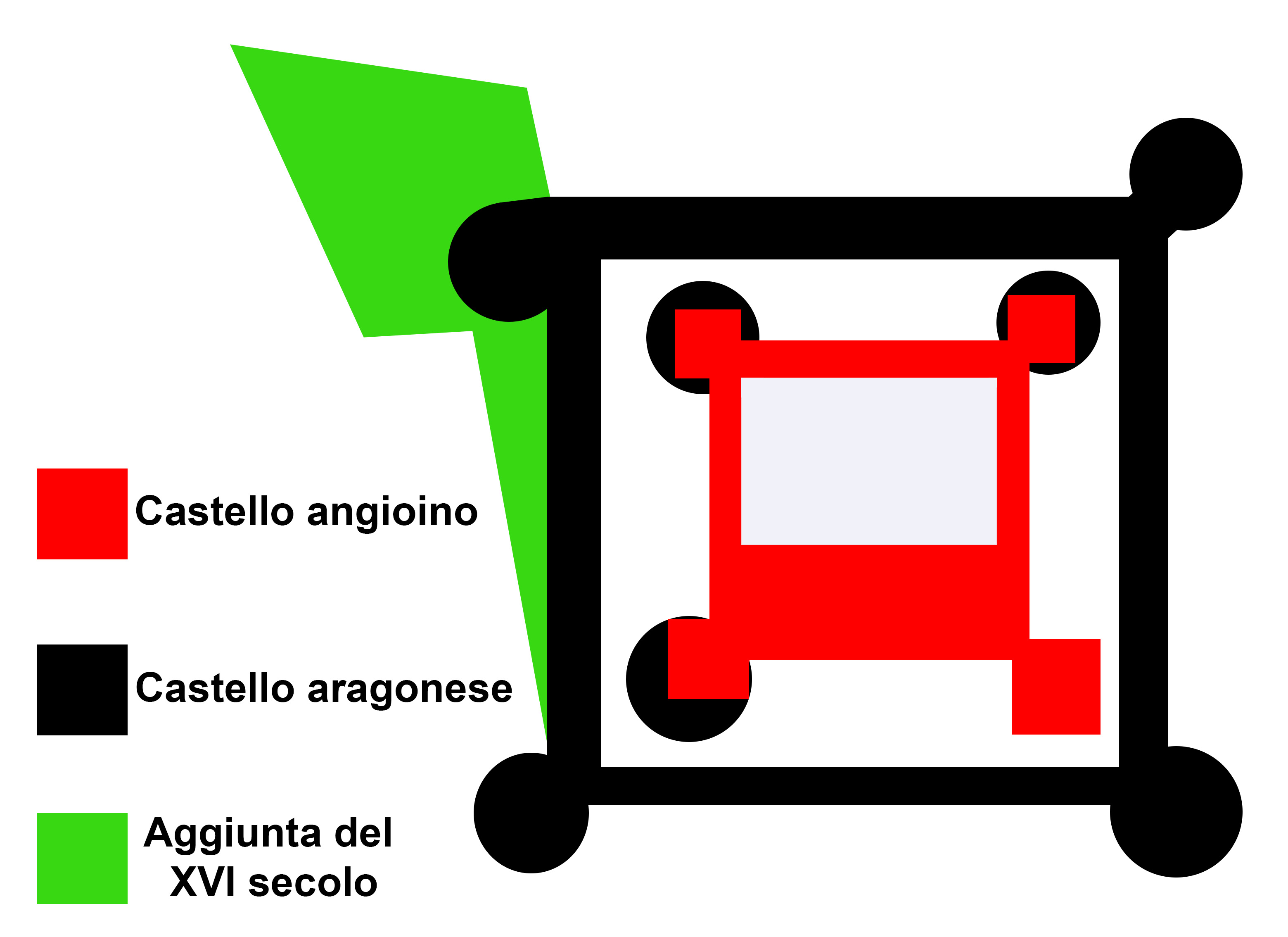
Mappa del castello di Manfredonia

In origine la struttura si presentava di forma quadrilatera racchiusa in una cinta muraria e presentava cinque torri a pianta quadrata: quattro agli angoli del complesso e la quinta probabilmente nei pressi della porta principale, nel lato a nord-est. Successivamente le quattro torri agli angoli vennero inglobate in torrioni cilindrici, mentre della quinta non restano che poche tracce.
Nella cinta muraria più esterna, costruita nel periodo aragonese, vennero poste quattro torri cilindriche, più basse di quelle interne, essendo queste più idonee alle tecniche difensive del periodo. Sotto il profilo architettonico si rifà molto a quelli che erano i canoni costruttivi propri degli svevi, con la sua regolarità e linearità geometrica.